# Butowo (miejsce egzekucji)
Poligon strzelecki NKWD w Butowie – poligon strzelecki Ludowego Komisariatu Spraw Wewnętrznych ZSRR w Butowie pod Moskwą. Wraz z Kommunarką stanowił miejsce masowych egzekucji dokonywanych przez NKWD. Potocznie nazywany „rosyjską Golgotą” oraz „moskiewskim Katyniem”.

## Historia
Początkowo była to stadnina koni. Potem NKWD zaadaptowało ten teren na własne potrzeby ćwiczebne, dzięki czemu powstał poligon strzelecki.
Od sierpnia 1937 roku poligon w Butowie stał się jednak miejscem masowych egzekucji. Do listopada 1938 roku od kul zginęło tu ponad 20 765 ludzi 60 narodowości (ponad połowa rozstrzelanych to Rosjanie), w tym także 1176 Polaków. Rozstrzelano tu m.in. ponad tysiąc duchownych Rosyjskiego Kościoła Prawosławnego, wśród nich wielu biskupów, na czele z 81-letnim Serafinem. Ofiarami byli także komuniści, tacy jak Béla Kun, twórca Węgierskiej Republiki Rad, Wilhelm Knorinsz, I sekretarz Komunistycznej Partii (bolszewików) Białorusi, czy Fiodor Eichmans, były strzelec łotewski, organizator wcześniejszych czystek i pierwszy naczelnik Gułagu. W Butowie miały miejsce także pierwsze eksperymenty z gazowaniem więźniów w mobilnej komorze gazowej zainstalowanej na ciężarówce.
19 maja 2007 roku na terenie poligonu została poświęcona cerkiew Świętych Nowomęczenników i Wyznawców Rosyjskich w Butowie. Świątynię poświęcili zwierzchnicy Rosyjskiego Kościoła Prawosławnego oraz Rosyjskiego Kościoła Prawosławnego poza granicami Rosji: patriarcha Aleksy II i metropolita Ławr.
W październiku 2007 roku „Rosyjską Golgotę” odwiedził prezydent Rosji Władimir Putin.

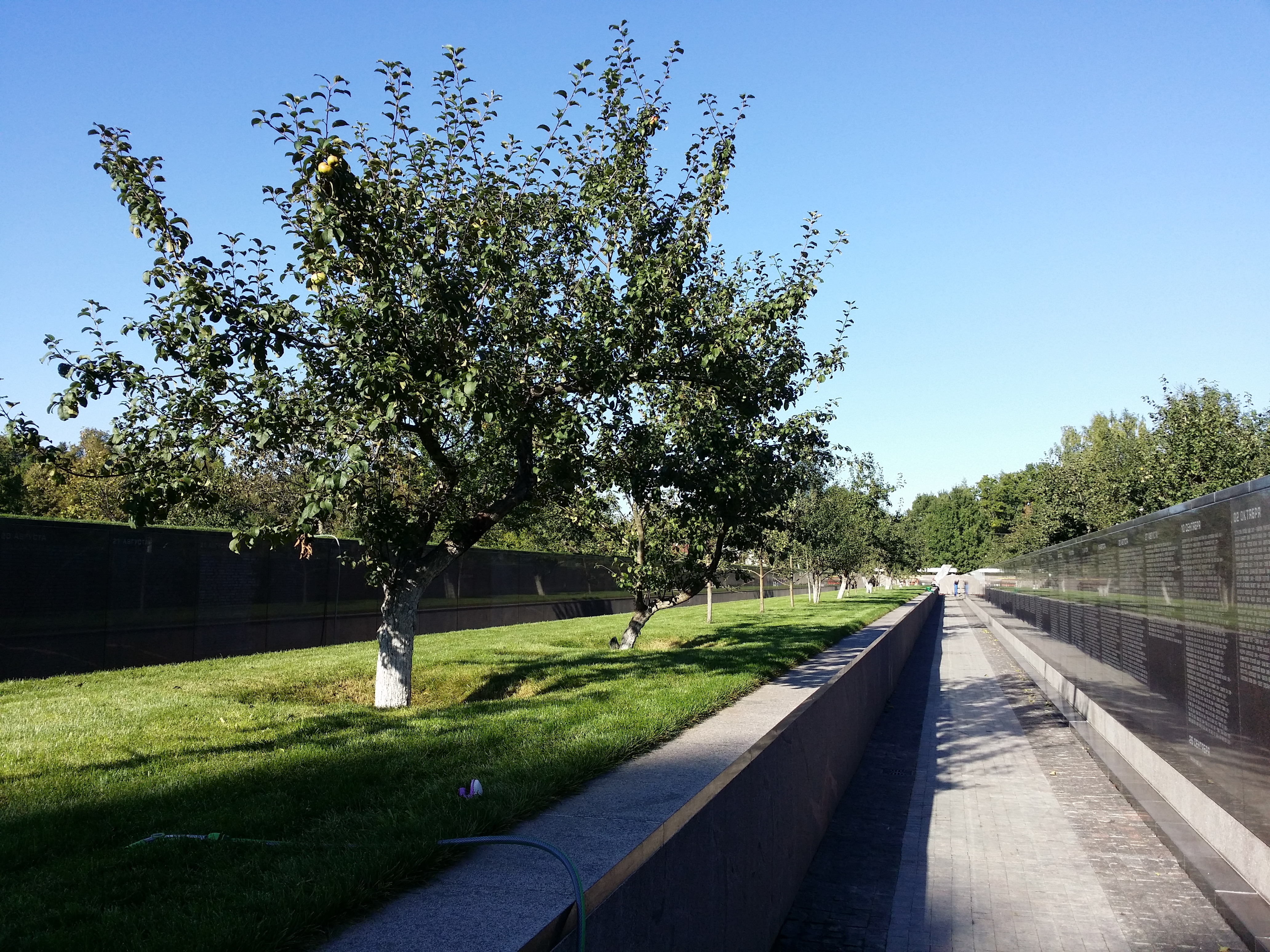
Kompleks Memorialny „Sad pamięci” – „Aleja pamięci” – „Rów śmierci”